# Stockviken
Stockviken är ett fågelskyddsområde i Hamra och Öja socknar, Gotland.
Området omfattar dels Natura2000-området Yttre Stockviken, dels fågelskyddsområdena Inre Stockviken med den avsnörda sjön med samma namn, därtill fågelskyddsområdet Faludden som sträcker sig längs hela Faluddens kust.
Viken är fylld av strandängar, uddar och revlar, och där finns en av Gotlands främsta fågellokaler. Vid Inre Stockviken häckar fågelarter som rödspov, skärfläcka, småtärna, snatterand, skedand, stjärtand, brushane och kärrsnäppa. I vassarna förekommer den annars på Gotland ovanliga skäggmesen. Området är en populär rastlokal för vadare, änder och gäss. Både under höst och vår brukar stora mängder vitkindade gäss rasta här.
På strandängarna är också orkidéefloran rik, särskilt göknycklar förekommer rikligt.